# Pauline Bøgelund
Pauline Bøgelund (født 17. februar 1996 i Egedal) er en dansk håndboldspiller, der spiller for Viborg HK og Danmarks kvindehåndboldlandshold. Hun kom til klubben i 2018. Hun har tidligere optrådt for TTH Holstebro og FCM Håndbold.
Hun var med til at vinde det danske mesterskab tilbage i 2015, sammen med FC Midtjylland Håndbold, efter finalesejre over Team Esbjerg.
Hun blev udtaget til landstræner Klavs Bruun Jørgensens bruttotrup til VM 2019 i Japan, men var ikke blandt de 16 udvalgte.